# Леонов, Олег Юрьевич
Оле́г Ю́рьевич Лео́нов (род. 10 сентября 1970, Москва, РСФСР, СССР) — российский общественный и политический деятель, спасатель, координатор «Лизы Алерт», член «Общероссийского народного фронта». Депутат Государственной думы VIII созыва, член фракции «Новые люди» с 2021 года. Из-за вторжения России на Украину находится под международными санкциями Евросоюза, США, Великобритании и ряда других стран.

## Биография
Олег Леонов родился в 1970 году в Москве. В 1992 году он окончил Московский автомобильно-дорожный институт, в 2000 году — Московский государственный университет имени М. В. Ломоносова. Работал директором по продажам в компаниях Вымпелком (торговая марка «Билайн»), Мобильные телесистемы (МТС), Комстар.
В 2021 году в качестве провластного кандидата Леонов баллотировался в депутаты Государственной Думы по протестному Центральному округу Москвы. Его избирательный фонд пополнялся в том числе юрлицами, связанными через соучредителей с «Единой Россией». Леонов был включен в «Список Собянина»), его кампанией руководил политтехнолог Александр Молвинских, услуги которого оплачивал фонд бывшего сотрудника АП, провластного политолога и политтехнолога Константина Костина. По данным команды Алексея Навального, в целом кампания оплачивалась мэрией Москвы через программу «Мой район» и схему «соцопросов», позволявшую выделять больше, чем положенные по закону 40 млн рублей. Леонов победил по результатам электронного голосования, обойдя основного конкурента — Сергея Митрохина. Депутат от КПРФ Нина Останина накануне выборов требовала в суде отменить регистрацию Леонова, заявляя о подкупе избирателей, но суд не удовлетворил её иск.
По итогам выборов Леонов стал депутатом Госдумы VIII созыва по одномандатному округу № 208 города Москвы, сменив Николая Гончара. 12 октября 2021 года он вошел в состав фракции партии «Новые люди». На фоне вторжения России на Украину Леонов заявлял о необходимости консолидации общества.
В апреле 2022 года вместе с депутатом от Единой России Александром Хинштейном Леонов написал заявление в генеральную прокуратуру РФ на главу муниципального округа Красносельский Елену Котёночкину. Леонов вспомнил одно из заседаний совета депутатов округа, на котором политики в знак протеста против войны с Украиной решили отменить в округе проведения конкурса детского рисунка и праздников, включая День Победы. По мнению Леонова, высказывания Котёночкиной попадали под статью 280.3 УК России, и он попросил ведомство провести проверку. На Котёночкину было заведено уголовное дело, в помещении совета депутатов и в её квартире прошли обыски, но она успела уехать из России. Горинов 8 июля 2022 года был приговорён к семи годам колонии общего режима.

## Санкции
Вместе с другими депутатами Леонов был включён в санкционные списки Евросоюза, Великобритании, США, Швейцарии, Австралии, Японии, Украины, Новой Зеландии, Канады (в последнем случае — как «причастный к продолжающемуся нарушению Россией суверенитета и территориальной целостности Украины»).